# La Cantera, Amatitán
La Cantera är en ort i Mexiko.   Den ligger i kommunen Amatitán och delstaten Jalisco, i den centrala delen av landet, 500 km väster om huvudstaden Mexico City. La Cantera ligger 1 235 meter över havet och antalet invånare är 474.
Terrängen runt La Cantera är huvudsakligen kuperad, men den allra närmaste omgivningen är platt. Runt La Cantera är det tätbefolkat, med 276 invånare per kvadratkilometer. Närmaste större samhälle är Amatitán, 1,6 km söder om La Cantera. I omgivningarna runt La Cantera växer huvudsakligen savannskog.